# سبزقبای دارچینی
سبزقبای دارچینی (نام علمی: Eurystomus glaucurus) نام یک گونه از تیره سبزقبا است.